# Asparagus divaricatus
Asparagus divaricatus — вид рослин із родини холодкових (Asparagaceae).

## Біоморфологічна характеристика
Прямовисний чи сланкий кущ, голий, сірувато-зелений, складно розгалужений, 0.5–1.5 метрів заввишки, з довгими тонкими розбіжними гілочками. Стебло ± 3 мм у діаметрі. Колючки невеликі. Гілки та гілочки закінчуються 1–2 кладодіями. Кладодії поодинокі, парні на вершинах стебла, ниткоподібні, 30–40 мм завдовжки, жорсткі, верхівкові. Квітки зібрані в компактному пучку по 6–20 у верхньому вузлі, з боків розташовано 2 розбіжні кладодії, які значно перевищують квіткові пучки. Листочки оцвітини широколінійні, завдовжки ≈ 4 мм. Ягода ≈ 5 мм у діаметрі, при дозріванні жовта.

## Середовище проживання
Ареал: Мозамбік, Свазіленд, Зімбабве, ПАР.
Росте у прибережних районах на піщаному ґрунті; на висотах 0–300 метрів.